# 袋狢

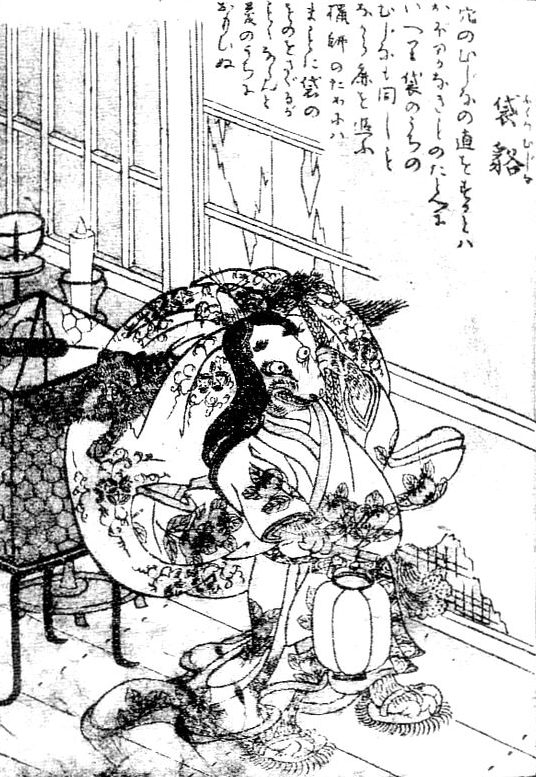
鳥山石燕『百器徒然袋』より「袋狢」

袋狢（ふくろむじな）は、鳥山石燕による江戸時代の妖怪画集『百器徒然袋』にある日本の妖怪。
宿直袋（宿直用の布団などを入れる袋）を担いだ人間女性風のムジナの妖怪が描かれており、解説文には以下のように述べられている。
石燕は『画図百鬼夜行』の序文において「今はた古画の百鬼夜行に拠て意を加へ容を補ふ」と、室町時代の『百鬼夜行絵巻』をデザイン上のモチーフにしたことを述べているが、袋狢も同様、『百鬼夜行絵巻』にある妖怪を元として描いたものである。一般にムジナやタヌキの妖怪は男、キツネの妖怪は女として描かれることが多いが、モデルとなった『百鬼夜行絵巻』の妖怪は、袋を担いだ猿顔の女官風に描かれているため、袋狢もまた女のムジナとして描かれている。
「穴のむじなの直をする」とは、手に入れていないものの評価は難しい、との意味であり、無意味な当て推量を表した諺を指しており、袋狢はこの諺と『百鬼夜行絵巻』の妖怪とをモデルとして描かれたものと解釈されている。
『百鬼徒然袋』にある妖怪はほとんどが付喪神などの器物の妖怪のため、この袋狢もムジナではなく袋のほうが本体だとする解釈もある。